# Музей Шерлока Холмса

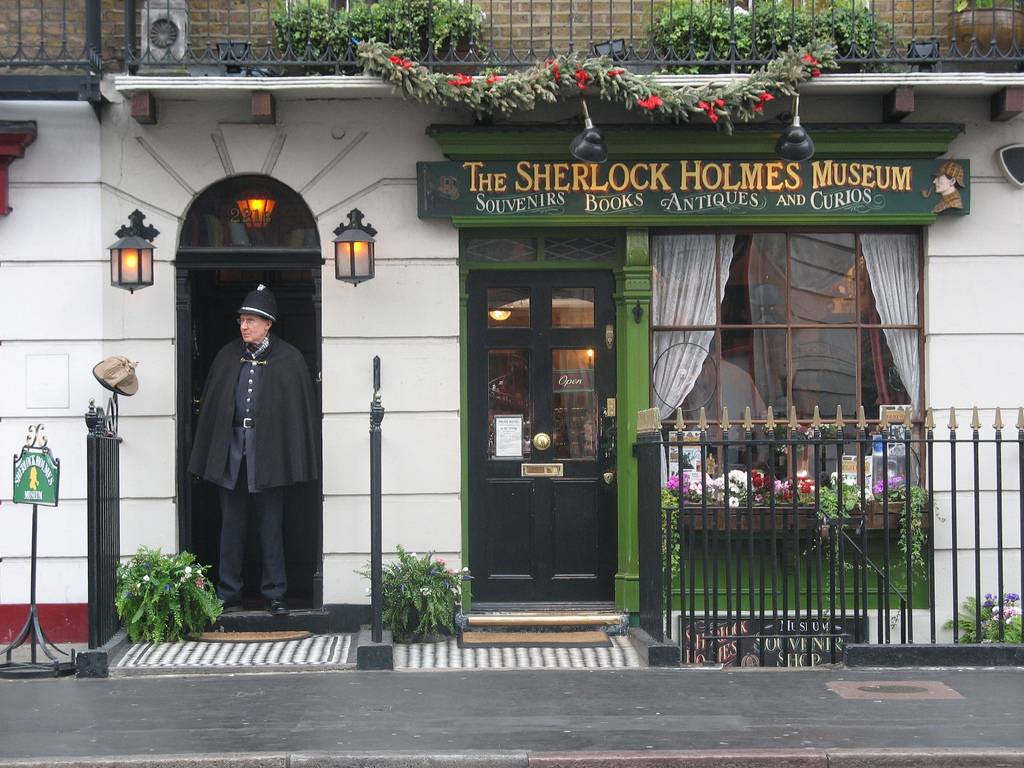
Бейкер Стріт, 221b, Лондон

Музей Шерлока Холмса — лондонський будинок-музей легендарного Шерлока Холмса, літературного персонажа, створеного сером Артуром Конан-Дойлем. Заснований 1990 року.
Музей розташований на Бейкер-стріт, неподалік від станції Лондонського метро. Розташований музей в чотириповерховому будинку в вікторіанському стилі. Будинок побудовано в 1815 р. і є архітектурною пам'яткою. Інтер'єр будинку відповідає описам, які зроблені Конан-Дойлем.

## Історія

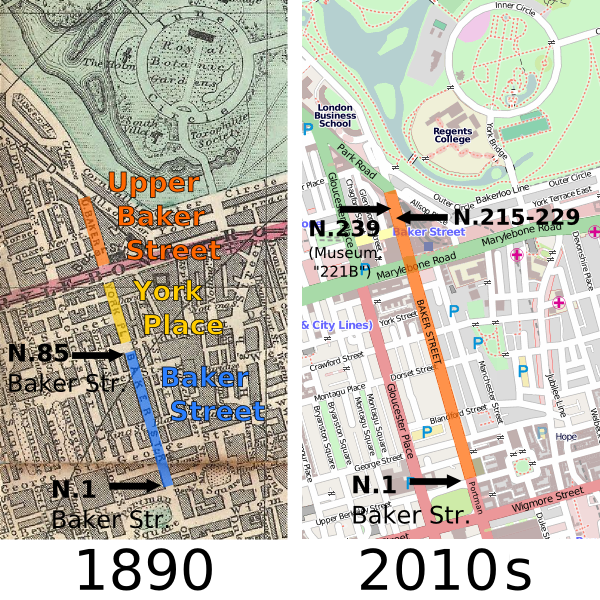
Нумерація будинків на Бейкер-стріт 1890 та 2010 років.

За творами Артура Конан-Дойля, Шерлок Холмс і його друг доктор Ватсон жили у квартирі за адресою Бейкер-стріт, 221b (221b, Baker street)  у період з 1881 по 1904 рік. Під час написання цих творів такої адреси в Лондоні не існувало. Згодом, при продовженні Бейкер-стріт на північ (туди, де наприкінці XIX століття перебувала вулиця під назвою Upper Baker Street), цей номер виявився серед номерів з 215 по 229, і був присвоєний будинку будівельного товариства Abbey National. З цієї причини протягом багатьох років Abbey National був змушений утримувати спеціального секретаря для обробки листів та іншої кореспонденції, що постійно приходить за адресою Baker street, 221b, на ім'я Шерлока Холмса. При створенні музею спеціально була зареєстрована фірма «221b Baker Street», аби мати можливість на законних підставах повісити на «будинку Шерлока Холмса», реальний номер якого 239, відповідну табличку. Та згодом будинок таки отримав офіційну поштову адресу 221b, Baker Street, London, NW1 6XE, і кореспонденція почала надходити безпосередньо в музей.
Музей розташований на Бейкер-стріт, неподалік від однойменної станції Лондонського метро, приблизно на півдорозі від перетину Бейкер-стріт з Мерілебон-роуд до Риджентс-парку. Розташовується музей у чотириповерховому будинку у вікторіанському стилі. Будинок споруджений 1815 року та занесений до списку будівель Її Величності, що становлять архітектурну та історичну цінність, 2-го класу. Крім вивіски музею, зовні на будинку встановлена типова лондонська меморіальна табличка («Синя табличка»), що встановлюється на будинках, в яких проживали історичні особистості. На табличці зазначено, що в цьому будинку з 1881 по 1904 рік жив детектив-консультант Шерлок Холмс.

## Експозиція
Перший поверх музею займають сувенірний магазин та маленький передпокій. На другому поверсі знаходяться вітальня (виходить вікнами на Бейкер-стріт) та суміжна з нею кімната Холмса (вікном у двір), на третьому — кімнати Ватсона (вікном у двір) та місіс Хадсон (вікном на вулицю). На четвертому поверсі, який спочатку використовувався з господарською метою, розміщено воскові фігури героїв різних творів про Шерлока Холмса, а також туалет та комору.

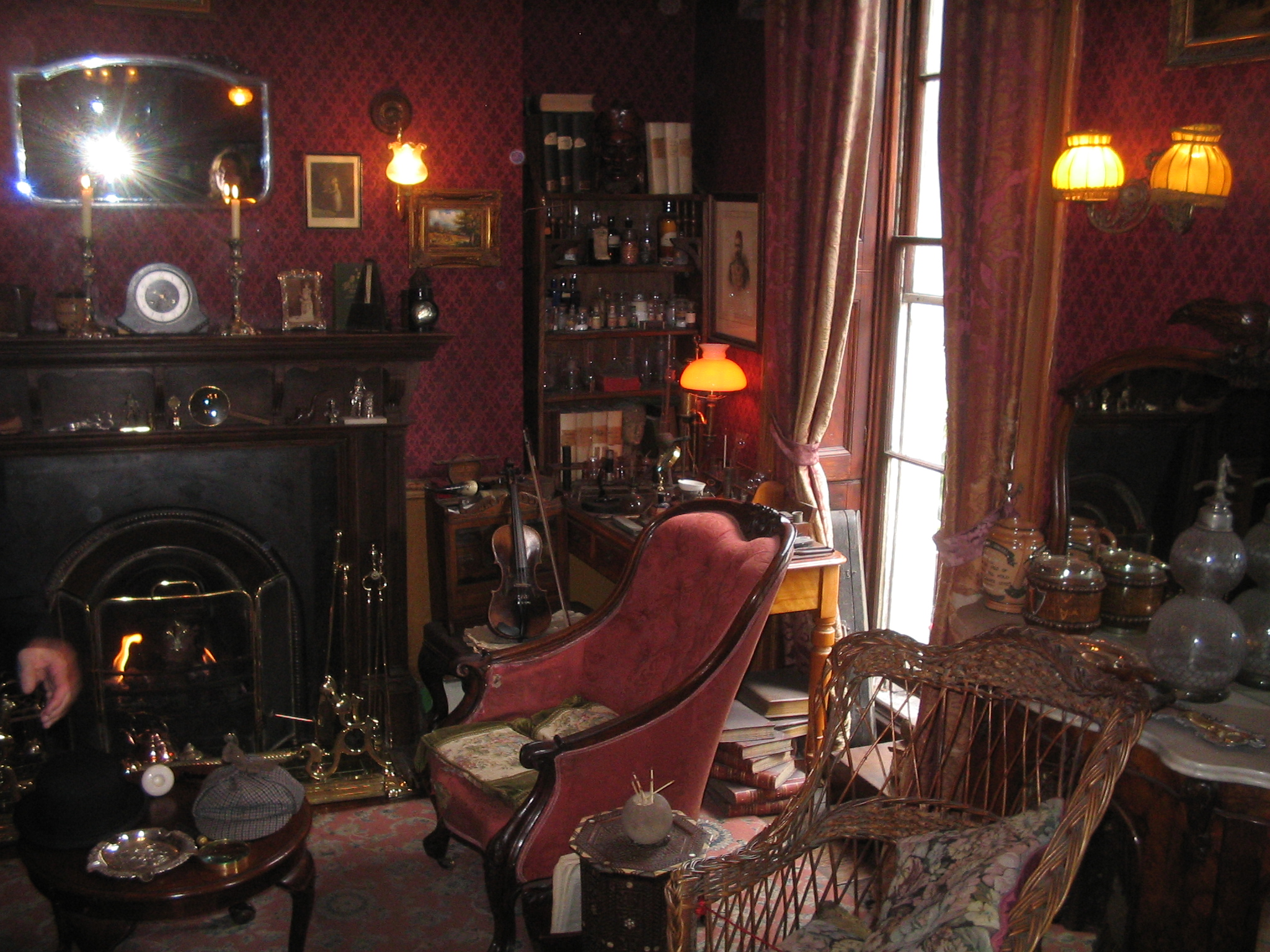
Вітальня на другому поверсі будинку-музею

Інтер'єр будинку відповідає описам, присутнім у творах Артура Конан-Дойля про Шерлока Холмса, і вирізняється доскональністю опрацювання. У будинку-музеї можна побачити «наживо» багато предметів, знайомих читачам за оповіданнями про Шерлока Холмса — скрипку Холмса, його капелюх, мисливський батіг, турецьку туфлю з тютюном, листи, приколені складаним ножем до камінної полиці, устаткування для хімічних дослідів, армійський револьвер Ватсона, тощо. На стіні вітальні під склом красується монограма королеви Вікторії «VR», яку Холмс «вистріляв» в оповіданні «Обряд родини Масгрейвів».
Відвідувачі музею можуть оглянути квартиру знаменитого детектива і його друга, ознайомитися з предметами їхнього побуту, посидіти в кріслі перед каміном та сфотографуватися на пам'ять, а також придбати сувеніри, більшість з яких пов'язана з Шерлоком Холмсом.
Будівлю музею було зареєстровано як будинок з мебльованими кімнатами в період з 1860 по 1934 рік, таким чином, це не лише будинок-музей Шерлока Холмса, але і класичний приклад лондонського прибуткового будинку кінця XIX століття.
Музей відкрито щоденно з 9:30 до 18:30. Ціна вхідного квитка, для дорослого, становить 8 фунтів стерлінгів (на 2013 рік). У музеї дозволена безкоштовна фото-і відеозйомка. На четвертому поверсі на окремому столі є книга візитів.

## Паб «Шерлок Холмс»
Крім власне музею Шерлока Холмса, у пабі «Шерлок Холмс» (10-11 Northumberland Street, Westminster, London WC2N 5DB, неподалік від Трафальгарської площі та вокзалу Чарінг-Кросс) реконструйовано вітальню Шерлока Холмса. Паб був відкритий 1957 року в будівлі, яку раніше займав готель «Northumberland Arms» (де, за повістю «Собака Баскервілів», зупинявся сер Генрі). В одному з приміщень другого поверху було розміщено музейну вітальню, зібрану фахівцями Марілебонської міської бібліотеки для виставки «Світ Шерлока Холмса» у рамках Британського фестивалю (англ. Festival of Britain) в травні 1951 року. 1957 року пивна компанія «Вайтбред», що була власником пабу, викупила експонати у бібліотеки. Приміщення відділене від основного простору пабу скляною стіною.